# Большой Смоленский проспект
Большой Смоле́нский проспект — улица в Невском районе Санкт-Петербурга. Ограничен проспектом Обуховской Обороны и Глухоозёрским шоссе. Длина около 1,5 км.

## История
Название происходит от села Смоленское, возникшего на месте Смоленской ямской слободы, существовавшей с начала XVIII века на Шлиссельбургском почтовом тракте. Сюда по указу Петра I были переведены ямщики из Смоленской губернии.
В 1956 году в проспект был включён бывший Старо-Прогонный переулок.
В 2008 году ведётся проектирование моста через Неву, его ввод в эксплуатацию был запланирован на 2010 год.

## Достопримечательности

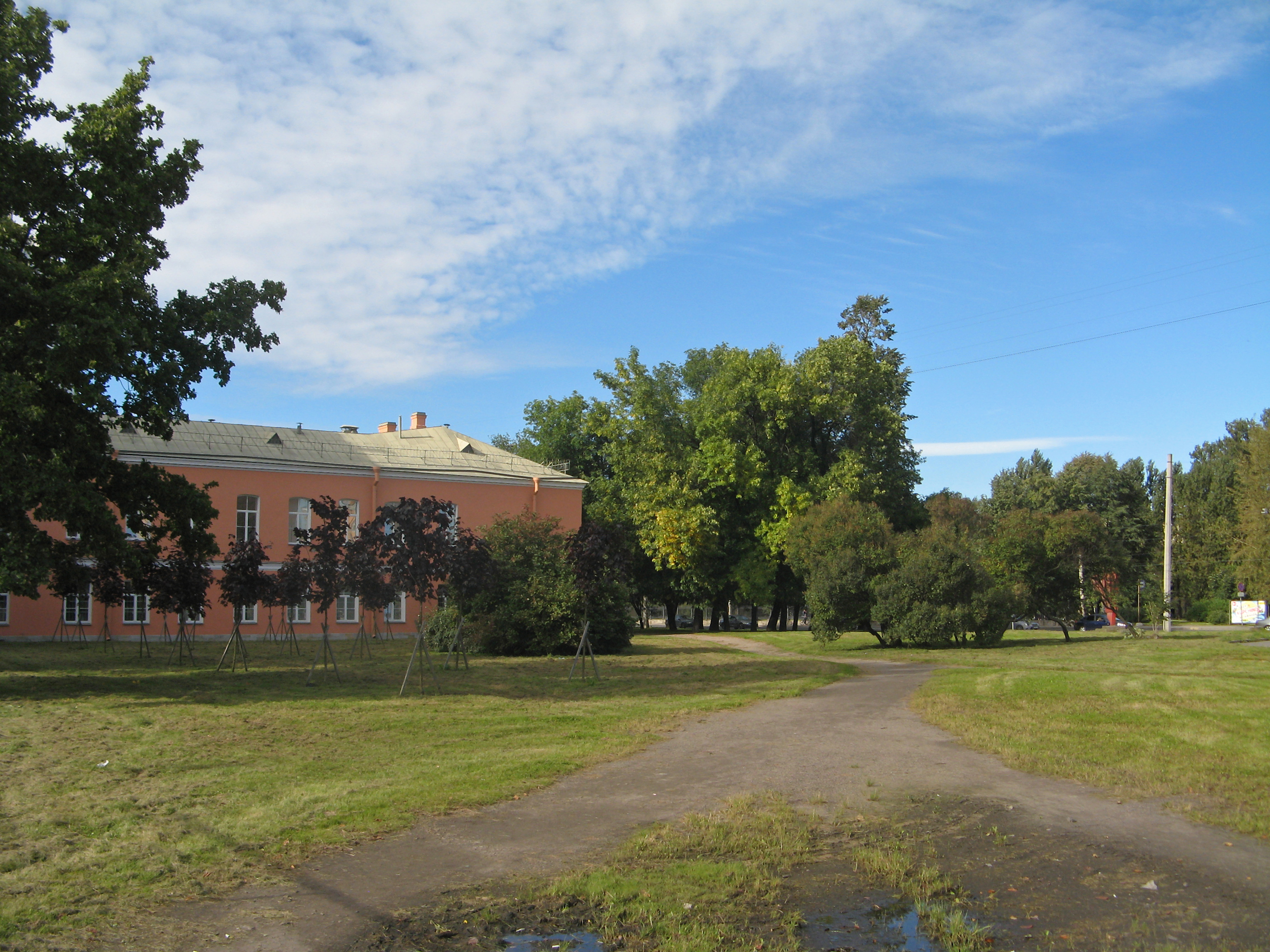
Сквер ДОСААФ у примыкания Большого Смоленского проспекта к проспекту Обуховской Обороны

- Дом 36 — фабрично-заводская школа при заводе им. Ленина, впоследствии Ленинградское мореходное училище, ныне Морской колледж. Здание состоит из нескольких функциональных блоков — корпусов К1, К2, К3, К4. Архитектор Н. Ф. Демков[1], 1929—1934.  памятник архитектуры (вновь выявленный объект)[2]
- Сквер ДОСААФ (у примыкания Большого Смоленского проспекта к проспекту Обуховской Обороны)

## Пересечения
Пересекает следующие улицы:
- проспект Обуховской Обороны
- улица Бабушкина
- улица Пинегина
- улица Седова
- Автогенная улица
- Старопутиловский вал